# Mulangsari
Mulangsari is een bestuurslaag in het regentschap Karawang van de provincie West-Java, Indonesië. Mulangsari telt 4613 inwoners (volkstelling 2010).